# Fondali marini di Punta Campanella e Capri
Fondali marini di Punta Campanella e Capri este o arie protejată (arie specială de conservare — SAC, sit de importanță comunitară — SCI, arie de protecție specială avifaunistică — SPA) din Italia întinsă pe o suprafață de 8.491 ha, integral marine.

## Localizare
Centrul sitului Fondali marini di Punta Campanella e Capri este situat la coordonatele 40°36′11″N 14°26′04″E / 40.603056°N 14.434444°E.

## Înființare
Situl Fondali marini di Punta Campanella e Capri a fost declarat sit de importanță comunitară în mai 1995 pentru a proteja 9 specii de animale. Alte tipuri de protecție:
- arie de protecție specială avifaunistică (în aprilie 2004)[3]
- arie specială de conservare (în mai 2019)[2][4][5]

## Biodiversitate
Situată în ecoregiunea mediteraneană, aria protejată conține 3 habitate naturale: Peșteri marine scufundate complet sau parțial, Recifuri, Straturi cu Posidonia (Posidonion oceanicae).
La baza desemnării sitului se află mai multe specii protejate:
- păsări (8): Calonectris diomedea, chirighiță neagră (Chlidonias niger), Hydrobates pelagicus, Larus argentatus, Larus audouinii, pescăruș sur (Larus canus), pescăruș negricios (Larus fuscus), pescăruș râzător (Larus ridibundus)
- mamifere (1): delfin mare (Tursiops truncatus)

Pe lângă speciile protejate, pe teritoriul sitului au mai fost identificate 2 specii de plante, 7 specii de nevertebrate, 3 specii de pești.